# 小行星7035
小行星7035（7035 Gomi）是一颗绕太阳运转的小行星，为主小行星带小行星。该小行星于1995年1月28日发现。

## 轨道参数
小行星7035的轨道半长轴为3.1754908 UA，离心率为0.142。